# Groot-Brittannië op de Olympische Zomerspelen 1968
Groot-Brittannië nam deel aan de Olympische Zomerspelen 1968 in Mexico-Stad, Mexico.

## Medailleoverzicht
| Sport        | Olympiër                                  | Discipline                 | Medaille |
| ------------ | ----------------------------------------- | -------------------------- | -------- |
| Atletiek     | David Hemery                              | 400m horden (m)            | Goud     |
| Boksen       | Chris Finnegan                            | -75kg (m)                  | Goud     |
| Paardensport | Derek Allhusen Ben Jones Richard Meade    | eventing team              | Goud     |
| Schietsport  | Bob Braithwaite                           | trap (m)                   | Goud     |
| Zeilen       | Ian MacDonald-Smith Rodney Pattisson      | flying dutchman            | Goud     |
| Atletiek     | Lillian Board                             | 400m (v)                   | Zilver   |
| Atletiek     | Sheila Sherwood                           | verspringen (v)            | Zilver   |
| Paardensport | Derek Allhusen                            | eventing individueel       | Zilver   |
| Paardensport | Marion Coakes                             | springconcours individueel | Zilver   |
| Zwemmen      | Martyn Woodroffe                          | 200m vlinderslag (m)       | Zilver   |
| Atletiek     | John Sherwood                             | 400m (m)                   | Brons    |
| Paardensport | David Broome                              | springconcours individueel | Brons    |
| Zeilen       | Robin Aisher Paul Anderson Adrian Jardine | 5,5m klasse                | Brons    |

## Deelnemers en resultaten

### Atletiek
| Olympiër                                                      | Discipline               | Resultaat | Prestatie                                                                      |
| ------------------------------------------------------------- | ------------------------ | --------- | ------------------------------------------------------------------------------ |
| Ron Jones                                                     | 100m (m)                 | 26e       | serie 4: 3de in 10,45 kwartfinale 1: 6de in 10,42                              |
| Barrie Kelly                                                  | 100m (m)                 | 20e       | serie 3: 3de in 10,55 kwartfinale 4: 5de in 10,35                              |
| Ralph Banthorpe                                               | 200m (m)                 | 13e       | serie 7: 2de in 20,73 kwartfinale 4: 4de in 20,83 halve finale 2: 7de in 20,88 |
| Dick Steane                                                   | 200m (m)                 | 12e       | serie 6: 3de in 20,66 kwartfinale 2: 3de in 20,81 halve finale 1: 6de in 20,85 |
| Colin Campbell                                                | 400m (m)                 | 22e       | serie 7: 2de in 20,73 kwartfinale 1: 6de in 46,35                              |
| Howard Davies                                                 | 400m (m)                 | 42e       | serie 4: 5de in 47,30                                                          |
| Martin Winbolt-Lewis                                          | 400m (m)                 | 17e       | serie 6: 2de in 46,27 kwartfinale 4: 5de in 45,91                              |
| Chris Carter                                                  | 800m (m)                 | 35e       | serie 4: 6de in 1.52,9                                                         |
| Dave Cropper                                                  | 800m (m)                 | 13e       | serie 6: 1ste in 1.47,9 halve finale 2: 8ste in 1.47,6                         |
| Maurice Benn                                                  | 1500m (m)                | 39e       | serie 4: 8ste in 3.56,43                                                       |
| John Boulter                                                  | 1500m (m)                | 18e       | serie 1: 3de in 3.51,63 halve finale 1: 9de in 3.56,13                         |
| John Whetton                                                  | 1500m (m)                | 5e        | serie 5: 3de in 3.53,04 halve finale 2: 3de in 3.52,05 finale: 5de in 3.43,90  |
| Alan Blinston                                                 | 5000m (m)                | 22e       | serie 2: 7de in 15.06,2                                                        |
| Allan Rushmer                                                 | 5000m (m)                | 21e       | serie 3: 8ste in 15.05,2                                                       |
| Dick Taylor                                                   | 5000m (m)                | 18e       | serie 1: 8ste in 14.46,6                                                       |
| Ron Hill                                                      | 10000m (m)               | 7e        | 29.53,2                                                                        |
| Jim Hogan                                                     | 10000m (m)               | 26e       | 31.18,6                                                                        |
| Michael Tagg                                                  | 10000m (m)               | 13e       | 30.18,0                                                                        |
| Mike Parker                                                   | 110m horden (m)          | 19e       | serie 4: 4de in 14,1                                                           |
| Alan Pascoe                                                   | 110m horden (m)          | 17e       | serie 5: 4de in 13,9                                                           |
| Stuart Storey                                                 | 110m horden (m)          | 19e       | serie 3: 5de in 14,1                                                           |
| John Cooper                                                   | 400m horden (m)          | 11e       | serie 2: 3de in 54,1 halve finale 1: 7de in 50,8                               |
| David Hemery                                                  | 400m horden (m)          | Goud      | serie 4: 2de in 50,3 halve finale 2: 3de in 49,3 finale: 1ste in 48,1 (WR)     |
| John Sherwood                                                 | 400m horden (m)          | Brons     | serie 3: 4de in 50,2 halve finale 1: 3de in 49,3 finale: 3de in 49,0           |
| Gareth Bryan-Jones                                            | 3000m steeplechase (m)   | 18e       | serie 3: 7de in 9.16,86                                                        |
| Maurice Herriott                                              | 3000m steeplechase (m)   | 29e       | serie 2: 8ste in 9.34,86                                                       |
| John Jackson                                                  | 3000m steeplechase (m)   | 14e       | serie 1: 5de in 9.11,33                                                        |
| Joseph Speake Ron Jones Ralph Banthorpe Barrie Kelly          | 4x100m (m)               | 9e        | serie 2: 4de in 39,3 halve finale 1: 5de in 39,4                               |
| Martin Winbolt-Lewis Colin Campbell Dave Hemery John Sherwood | 4x400m (m)               | 5e        | serie 2: 2de in 3.03,67 finale: 5de in 3.01,2                                  |
| Bill Adcocks                                                  | marathon (m)             | 5e        | 2:25.33                                                                        |
| Jim Alder                                                     | marathon (m)             | DNF       | niet gefinisht                                                                 |
| Tim Johnston                                                  | marathon (m)             | 8e        | 2:28.04                                                                        |
| Bob Hughes                                                    | 20km snelwandelen (m)    | 24e       | 1:43.50                                                                        |
| Arthur Jones                                                  | 20km snelwandelen (m)    | DNF       | 1:37.32                                                                        |
| John Webb                                                     | 20km snelwandelen (m)    | 22e       | 1:42.51                                                                        |
| Bryan Eley                                                    | 50km snelwandelen (m)    | 7e        | 4:37.32,2                                                                      |
| Shaun Lightman                                                | 50km snelwandelen (m)    | 18e       | 4:52.20,0                                                                      |
| Paul Nihill                                                   | 50km snelwandelen (m)    | DNF       | niet gefinisht                                                                 |
| Lynn Davies                                                   | verspringen (m)          | 9e        | kwalificatie groep B: 1ste met 7,94m finale: 9de met 7,94m                     |
| Alan Lerwill                                                  | verspringen (m)          | 19e       | kwalificatie groep A: 10de met 7,62m                                           |
| Peter Reed                                                    | verspringen (m)          | DNF       | kwalificatie groep A: geen geldige poging                                      |
| Fred Alsop                                                    | hink-stap-springen (m)   | 23e       | kwalificatie groep B: 12de met 15,71m                                          |
| Derek Boosey                                                  | hink-stap-springen (m)   | 16e       | kwalificatie groep A: 6de met 16,01m                                           |
| Mike Bull                                                     | polsstokhoogspringen (m) | 13e       | kwalificatie groep B: 1ste met 4,90m finale: 13de met 5,00m                    |
| Jeff Teale                                                    | kogelstoten (m)          | 13e       | kwalificatie groep B: 3de met 18,87m finale: 10de met 18,65m                   |
| Bill Tancred                                                  | discuswerpen (m)         | 24e       | kwalificatie groep B: 10de met 51,74m                                          |
| Dave Travis                                                   | speerwerpen (m)          | 18e       | kwalificatie groep B: 5de met 74,36m                                           |
| Howard Payne                                                  | kogelslingeren (m)       | 10e       | kwalificatie groep B: 2de met 68,06m finale: 10de met 67,62m                   |
| Howard Payne                                                  | tienkamp (m)             | 13e       | 7338 punten                                                                    |
|                                                               |                          |           |                                                                                |
| Della James-Pascoe                                            | 100m (v)                 | 11e       | serie 4: 4de in 11,7 kwartfinale 1: 3de in 11,3 halve finale 1: 7de in 11,6    |
| Anita Neil                                                    | 100m (v)                 | 20e       | serie 3: 4de in 11,6 kwartfinale 2: 6de in 11,6                                |
| Val Peat                                                      | 100m (v)                 | 15e       | serie 1: 2de in 11,5 kwartfinale 3: 3de in 11,3 halve finale 2: 8ste in 11,8   |
| Lillian Board                                                 | 200m (v)                 | 11e       | serie 2: 4de in 23,4 halve finale 1: 6de in 23,4                               |
| Maureen Tranter                                               | 200m (v)                 | 16e       | serie 3: 5de in 23,5                                                           |
| Lillian Board                                                 | 400m (v)                 | Zilver    | serie 2: 2de in 52,9 halve finale 2: 1ste in 52,5 finale: 2de in 52,1          |
| Mary Green                                                    | 400m (v)                 | 9e        | serie 4: 2de in 53,9 halve finale 2: 5de in 53,6                               |
| Janet Simpson                                                 | 400m (v)                 | 4e        | serie 3: 3de in 53,6 halve finale 1: 3de in 54,0 finale: 4de in 52,5           |
| Sheila Carey                                                  | 800m (v)                 | 4e        | serie 2: 3de in 2.04,1 halve finale 2: 3de in 2.05,2 finale: 4de in 2.03,8     |
| Pat Lowe-Cropper                                              | 800m (v)                 | 6e        | serie 3: 3de in 2.09,5 halve finale 1: 3de in 2.06,6 finale: 6de in 2.04,2     |
| Joan Page-Allison                                             | 800m (v)                 | 22e       | serie 4: 6de in 2.10,2                                                         |
| Patricia Jones                                                | 80m horden (v)           | 20e       | serie 4: 6de in 11,0                                                           |
| Pat Pryce                                                     | 80m horden (v)           | DNF       | serie 3: niet gefinisht                                                        |
| Ann Wilson                                                    | 80m horden (v)           | 25e       | serie 2: 7de in 11,1                                                           |
| Anita Neil Maureen Tranter Janet Simpson Lillian Board        | 4x100m (v)               | 7e        | serie 2: 3de in 43,9 finale: 7de in 43,8                                       |
| Maureen Barton                                                | verspringen (v)          | 12e       | kwalificatie groep A: 6de met 6,34m finale: 12de met 5,95m                     |
| Sheila Sherwood                                               | verspringen (v)          | Zilver    | kwalificatie groep A: 3de met 6,42m finale: 2de met 6,68m                      |
| Ann Wilson                                                    | verspringen (v)          | DNF       | kwalificatie groep B: 7de met 6,30m finale: 13de met 5,90m                     |
| Barbara Inkpen                                                | hoogspringen (v)         | 13e       | kwalificatie groep B: 1ste met 1,74m finale: 13de met 1,68m                    |
| Dorothy Shirley                                               | hoogspringen (v)         | 20e       | kwalificatie groep B: 9de met 1,68m                                            |
| Sue Platt                                                     | speerwerpen (v)          | 15e       | 48,52m                                                                         |
| Mary Peters                                                   | vijfkamp (v)             | 9e        | 4803 punten                                                                    |
| Sue Scott                                                     | vijfkamp (v)             | 10e       | 4786 punten                                                                    |
| Ann Wilson                                                    | vijfkamp (v)             | 16e       | 4688 punten                                                                    |

### Boksen
| Olympiër         | Discipline  | Resultaat | Prestatie |
| ---------------- | ----------- | --------- | --- |
| Johnny McGonigle | -51kg (m)   | 17e       | 1ste ronde: V van JPN Nakamura: 1-4 |
| Michael Carter   | -54kg (m)   | 9e        | 1ste ronde: vrij 2de ronde: W van FIN Lindbergh: 5-0 3de ronde: V van URS Sokolov: scheidsrechterlijke beslissing                                                      |
| John Cheshire    | -57kg (m)   | 17e       | 1ste ronde: V van USA Robinson: scheidsrechterlijke beslissing |
| John Stracey     | -60kg (m)   | 9e        | 1ste ronde: vrij 2de ronde: W van CAN Arneson: 3-2 3de ronde: V van USA Harris: 1-4                                                                                    |
| Terence Waller   | -63,5kg (m) | 17e       | 1ste ronde: V van CUB Reguëfeiros: scheidsrechterlijke beslissing |
| John Stracey     | -67kg (m)   | 17e       | 1ste ronde: vrij 2de ronde: V van GRE Oikonomakos: 2-3 |
| Eric Blake       | -71kg (m)   | 17e       | 1ste ronde: W van ETH Alemu: scheidsrechterlijke beslissing 2de ronde: W van GHA Amartey: 4-1 kwartfinale: V van CUB Garbey: scheidsrechterlijke beslissing            |
| Chris Finnegan   | -75kg (m)   | Zilver    | 1ste ronde: W van TAN Simba: 5-0 2de ronde: W van FRG Wichert: 3-2 kwartfinale: W van YUG Mate: 5-0 halve finale: W van USA Jones: 4-1 finale: V van URS Kiselyov: 2-3 |
| William Wells    | +81kg (m)   | 9e        | 1ste ronde: V van URS Čepulis: scheidsrechterlijke beslissing |

### Gewichtheffen
| Olympiër          | Discipline  | Resultaat | Prestatie                                                                                  |
| ----------------- | ----------- | --------- | ------------------------------------------------------------------------------------------ |
| Precious McKenzie | -56kg (m)   | 9e        | drukken: 7de met 107,5kg trekken: 9de met 92,5kg stoten: 7de met 130kg totaal: 330kg       |
| Gerald Perrin     | -60kg (m)   | DNF       | drukken: geen geldige poging                                                               |
| Peter Arthur      | -82,5kg (m) | 18e       | drukken: 11de met 137,5kg trekken: 17de met 120kg stoten: 19de met 157,5kg totaal: 415kg   |
| Mike Pearman      | -82,5kg (m) | 14e       | drukken: 9de met 140kg trekken: 12de met 125kg stoten: 15de met 160kg totaal: 425kg        |
| Sylvanus Blackman | -90kg (m)   | 20e       | drukken: 20ste met 132,5kg trekken: 17de met 125kg stoten: 18de met 162,5kg totaal: 415kg  |
| Louis Martin      | -90kg (m)   | DNF       | drukken: 4de met 160kg trekken: 4de met 145kg stoten: geen geldige poging                  |
| Terry Perdue      | +90kg (m)   | 10e       | drukken: 6de met 167,5kg trekken: 9de met 142,5kg stoten: 11de met 177,5kg totaal: 487,5kg |

### Hockey
| Olympiër | Discipline | Resultaat | Prestatie |
| --- | ---------- | --------- | --- |
| Harry Cahill Roger Flood John Neill Jim Deegan Richard Oliver David Wilman Gerald Carr Tony Ekins Keith Sinclair Andrew Trentham Jeremy Barham Basil Christensen Charles Donald Timothy Lawson Stuart Morris Malcolm Read Campbell Whalley Peter Wilson | mannen     | 12e       | groep B: 6de W van Argentinië: 2-0 G van Australië: 0-0 V van Nederland: 1-2 V van Frankrijk: 0-1 V van Pakistan: 1-2 V van Kenia: 3-0 W van Maleisië: 2-0 11-12de plek: V van DDR: 1-2 |

| Groep B |                  |             |             |             |             |            |            |            |        |
| #       | Land             | Wedstrijden | Wedstrijden | Wedstrijden | Wedstrijden | Doelpunten | Doelpunten | Doelpunten | Punten |
| #       | Land             | G           | W           | G           | V           | V          | T          | Saldo      | Punten |
| 1       | Pakistan         | 7           | 7           | 0           | 0           | 23         | 4          | +19        | 14     |
| 2       | Australië        | 7           | 4           | 1           | 2           | 12         | 5          | +7         | 9      |
| 3       | Kenia            | 7           | 4           | 1           | 2           | 11         | 6          | +5         | 9      |
| 4       | Nederland        | 7           | 4           | 0           | 3           | 11         | 11         | 0          | 8      |
| 5       | Frankrijk        | 7           | 2           | 1           | 4           | 2          | 5          | −3         | 5      |
| 6       | Groot-Brittannië | 7           | 2           | 1           | 4           | 6          | 8          | −2         | 5      |
| 7       | Argentinië       | 7           | 1           | 1           | 5           | 4          | 20         | −16        | 3      |
| 8       | Maleisië         | 7           | 0           | 3           | 4           | 2          | 12         | −10        | 3      |

| Ronde          | Datum       | Plaats           | Land | Score            | Land |
| -------------- | ----------- | ---------------- | ---- | ---------------- | ---- |
| Groepsfase     |             |                  |      |                  |      |
| 13 oktober     | Mexico-Stad | Groot-Brittannië | 2-0  | Argentinië       |      |
| 14 oktober     | Mexico-Stad | Australië        | 0-0  | Groot-Brittannië |      |
| 16 oktober     | Mexico-Stad | Nederland        | 2-1  | Groot-Brittannië |      |
| 17 oktober     | Mexico-Stad | Frankrijk        | 1-0  | Groot-Brittannië |      |
| 19 oktober     | Mexico-Stad | Pakistan         | 2-1  | Groot-Brittannië |      |
| 20 oktober     | Mexico-Stad | Kenia            | 3-0  | Groot-Brittannië |      |
| 21 oktober     | Mexico-Stad | Groot-Brittannië | 2-0  | Maleisië         |      |
| 11-12de plaats |             |                  |      |                  |      |
| 23 oktober     | Mexico-Stad | DDR              | 2-1  | Groot-Brittannië |      |

### Kanovaren
| Olympiër                                              | Discipline    | Resultaat | Prestatie                                                                           |
| ----------------------------------------------------- | ------------- | --------- | ----------------------------------------------------------------------------------- |
| John Glavin                                           | K-1 1000m (m) | 16e       | serie 2: 6de in 4.18,7 herkansingen: 2de in 4.19,28 halve finale 2: 5de in 4.14,93  |
| Peter Lawler Mark Whitby                              | K-1 1000m (m) | 14e       | serie 3: 3de in 3.53,5 halve finale 1: 5de in 3.59,50                               |
| Alistair Wilson Alan Edwards Michael Mean John Oliver | K-4 1000m (m) | 13e       | serie 3: 3de in 3.30,5 herkansingen: 1ste in 3.26,01 halve finale 2: 5de in 3.25,48 |
|                                                       |               |           |                                                                                     |
| Sylvia Jackson                                        | K-1 500m (v)  | 11e       | serie 1: 6de in 2.13,6 halve finale: 5de in 2.17,98                                 |
| Lesley Oliver Barbara Mean                            | K-2 500m (v)  | 8e        | serie 2: 4de in 2.06,5 halve finale: 3de in 2.06,31 finale: 8ste in 2.03,70         |

### Moderne vijfkamp
| Olympiër                               | Discipline  | Resultaat | Prestatie    |
| -------------------------------------- | ----------- | --------- | ------------ |
| Jim Fox                                | individueel | 8e        | 4663 punten  |
| Barry Lillywhite                       | individueel | 30e       | 4285 punten  |
| Robert Phelps                          | individueel | 38e       | 3931 punten  |
| Jim Fox Barry Lillywhite Robert Phelps | team        | 8e        | 12893 punten |

### Paardensport
| Olympiër                                     | Discipline    | Resultaat | Prestatie                                                                                             |
| Dressuur                                     | Dressuur      | Dressuur  | Dressuur                                                                                              |
| -------------------------------------------- | ------------- | --------- | --- |
| Johanna Hall                                 | individueel   | 14e       | kwalificatie: 14de met 762 punten                                                                     |
| Lorna Johnstone                              | individueel   | 13e       | kwalificatie: 13de met 777 punten                                                                     |
| Domini Lawrence                              | individueel   | 11e       | kwalificatie: 11de met 793 punten                                                                     |
| Johanna Hall Lorna Johnstone Domini Lawrence | team          | 5e        | 2332 punten                                                                                           |
| Eventing                                     |               |           | |
| Derek Allhusen                               | individueel   | Zilver    | 41,61 strafpunten                                                                                     |
| Jane Bullen                                  | individueel   | 18e       | 164,01 strafpunten                                                                                    |
| Ben Jones                                    | individueel   | 5e        | 69,86 strafpunten                                                                                     |
| Richard Meade                                | individueel   | 4e        | 64,46 strafpunten                                                                                     |
| Derek Allhusen Ben Jones Richard Meade       | eventing team | Goud      | 175,93 strafpunten                                                                                    |
| Springconcours                               |               |           | |
| David Broome                                 | individueel   | Brons     | 1ste ronde: 3de met 4 strafpunten 2de ronde: 4de met 8 strafpunten totaal: 12 strafpunten             |
| Marion Coakes                                | individueel   | Zilver    | 1ste ronde: 1ste met 0 strafpunten 2de ronde: 4de met 8 strafpunten totaal: 8 strafpunten             |
| Harvey Smith                                 | individueel   | 11e       | 1ste ronde: 9de met 8 strafpunten 2de ronde: 10de met 8,25 strafpunten totaal: 16,25 strafpunten      |
| David Broome Marion Coakes Harvey Smith      | eventing team | 8e        | 1ste ronde: 1ste met 48 strafpunten 2de ronde: 12de met 111,50 strafpunten totaal: 159,50 strafpunten |

### Roeien
| Olympiër | Discipline | Resultaat | Prestatie                                                                                                   |
| --- | ---------- | --------- | --- |
| Kenny Dwan | skiff (m)  | 6e        | serie 3: 4de in 8.03,95 herkansingen: 1ste in 7.41,98 halve finale 1: 3de in 7.55,90 finale: 6de in 8.13,92 |
| Peter Thomas Andrew Bayles Patrick Wright Peter Knapp John Mullard Robin Yarrow Bruce Carter Michael Cooper Timothy Kirk Malcolm Malpass | acht (m)   | 10e       | serie 2: 6de in 6.22,20 herkansingen: 5de in 6.43,55 finale B: 4de in 6.29,23                               |

### Schermen
| Olympiër                                                          | Discipline      | Resultaat | Prestatie                                                                               |
| ----------------------------------------------------------------- | --------------- | --------- | --------------------------------------------------------------------------------------- |
| Nick Halsted                                                      | degen (m)       | 19e       | 1ste ronde groep 12: 3de met 3 overwinningen 2de ronde groep 3: 4de met 2 overwinningen |
| Bill Hoskyns                                                      | degen (m)       | 29e       | 1ste ronde groep 9: 1ste met 4 overwinningen 2de ronde groep 8: 4de met 2 overwinningen |
| Ralph Johnson                                                     | degen (m)       | 17e       | 1ste ronde groep 6: 1ste met 4 overwinningen 2de ronde groep 6: 4de met 2 overwinningen |
| Nick Halsted Teddy Bourne Bill Hoskyns Ralph Johnson Peter Jacobs | degen team (m)  | 7e        | 1ste ronde groep 5: 1ste met 3 overwinningen halve finale: V van Italië: 4-9            |
| Mike Breckin                                                      | floret (m)      | 32e       | 1ste ronde groep 12: 4de met 1 overwinning 2de ronde groep 5: 4de met 2 overwinningen   |
| Bill Hoskyns                                                      | floret (m)      | 17e       | 1ste ronde groep 9: 3de met 2 overwinningen 2de ronde groep 2: 2de met 4 overwinningen  |
| Graham Paul                                                       | floret (m)      | 14e       | 1ste ronde groep 1: 1ste met 4 overwinningen 2de ronde groep 1: 2de met 3 overwinningen |
| Allan Jay Graham Paul Nick Halsted Mike Breckin Bill Hoskyns      | floret team (m) | 9e        | 1ste ronde groep 2: 2de met 1 overwinning kwartfinale: V van Japan: 0-1                 |
| Rodney Craig                                                      | sabel (m)       | 21e       | 1ste ronde groep 5: 3de met 3 overwinning 2de ronde groep 1: 6de met 0 overwinningen    |
| Sandy Leckie                                                      | sabel (m)       | 24e       | 1ste ronde groep 4: 4de met 3 overwinningen 2de ronde groep 4: 6de met 1 overwinning    |
| Richard Oldcorn                                                   | sabel (m)       | 26e       | 1ste ronde groep 2: 5de met 3 overwinningen                                             |
| Sandy Leckie Rodney Craig David Acfield Richard Oldcorn           | sabel team (m)  | 7e        | 1ste ronde groep 1: 2de met 1 overwinning                                               |
|                                                                   |                 |           |                                                                                         |
| Judith Bain                                                       | floret (v)      | 31e       | 1ste ronde groep 1: 6de met 0 overwinningen                                             |
| Janet Bewley                                                      | floret (v)      | 20e       | 1ste ronde groep 2: 4de met 2 overwinningen 2de ronde groep 4: 5de met 2 overwinningen  |
| Sue Green                                                         | floret (v)      | 28e       | 1ste ronde groep 4: 5de met 1 overwinning                                               |
| Judith Bain Janet Bewley Sue Green Julia Davis Eva Davies         | floret team (v) | 7e        | 1ste ronde groep 3: 4de met 1 overwinning                                               |

### Schietsport
| Olympiër        | Discipline             | Resultaat | Prestatie                          |
| --------------- | ---------------------- | --------- | ---------------------------------- |
| Alister Allan   | 50m geweer 3 houdingen | 9e        | 595 punten: (100-98-100-99-99-99)  |
| John Palin      | 50m geweer 3 houdingen | 5e        | 596 punten: (99-98-100-100-100-99) |
| Marcus Loader   | 50m pistool            | 62e       | 512 punten: (86-84-90-80-87-85)    |
| Charles Sexton  | 50m pistool            | 29e       | 543 punten: (87-96-91-90-89-90)    |
| Tony Clark      | 25m snelvuurpistool    | 24e       | 581 punten: (289-292)              |
| Robert Hassell  | 25m snelvuurpistool    | 26e       | 580 punten: (288-292)              |
| Alec Bonnett    | skeet                  | 14e       | 191 punten                         |
| Colin Sephton   | skeet                  | 26e       | 188 punten                         |
| Bob Braithwaite | trap                   | Goud      | 198 punten                         |
| Eric Grantham   | trap                   | 34e       | 187 punten                         |

### Schoonspringen
| Olympiër          | Discipline    | Resultaat | Prestatie                                                       |
| ----------------- | ------------- | --------- | --------------------------------------------------------------- |
| Frank Carter      | 3m plank (m)  | 19e       | voorronde: 19de met 85,90 punten                                |
| Robin Baskerville | 10m toren (m) | 27e       | voorronde: 27ste met 81,23 punten                               |
| David Priestley   | 10m toren (m) | 28e       | voorronde: 28ste met 80,30 punten                               |
|                   |               |           |                                                                 |
| Kathleen Rowlatt  | 3m plank (v)  | 12e       | voorronde: 12de met 83,22 punten finale: 12de met 122,16 punten |
| Mandi Haswell     | 10m toren (v) | 12e       | voorronde: 9de met 45,72 punten finale: 12de met 82,33 punten   |

### Turnen
| Olympiër       | Discipline               | Resultaat | Prestatie     |
| -------------- | ------------------------ | --------- | ------------- |
| Michael Booth  | individuele meerkamp (m) | 91e       | 103,65 punten |
| Stan Wild      | individuele meerkamp (m) | 79e       | 105,50 punten |
|                |                          |           |               |
| Margaret Bell  | individuele meerkamp (v) | 74e       | 67,95 punten  |
| Mary Prestidge | individuele meerkamp (v) | 88e       | 65,60 punten  |

### Wielersport
| Olympiër                                         | Discipline                    | Resultaat | Prestatie                                                                                                  |
| Baan                                             | Baan                          | Baan      | Baan |
| ------------------------------------------------ | ----------------------------- | --------- | --- |
| Ian Alsop                                        | sprint (m)                    | 9e        | serie 14: 2de 1ste ronde herkansingen: 1ste in 11,19 2de ronde serie 4: 3de 2de ronde herkansingen: 3de    |
| Reg Barnett                                      | sprint (m)                    | 9e        | serie 7: 1ste in 11,34 2de ronde serie 7: 2de 2de ronde herkansingen: 1ste in 11,01 3de ronde serie 1: 3de |
| Brendan McKeown                                  | tijdrit (m)                   | 16e       | 1.06,56 |
| Ian Hallam                                       | individuele achtervolging (m) | 15e       | kwalificatie: 15de in 4.50,62                                                                              |
| Ian Alsop Harry Jackson Ian Hallam Ronald Keeble | ploegenachtervolging (m)      | 9e        | kwalificatie: V van Italië: 4.28,49                                                                        |
| Weg                                              |                               |           | |
| Billy Bilsland                                   | wegwedstrijd (m)              | DNF       | niet gefinisht                                                                                             |
| Brian Jolly                                      | wegwedstrijd (m)              | 50e       | 4:57.42 |
| Dave Rollinson                                   | wegwedstrijd (m)              | 34e       | 4:47.58 |
| Les West                                         | wegwedstrijd (m)              | DNF       | niet gefinisht                                                                                             |
| John Bettison Roy Cromack Pete Smith John Watson | ploegentijdrit (m)            | 11e       | 2:16.38,60                                                                                                 |

### Worstelen
| Olympiër          | Discipline  | Resultaat   | Prestatie |
| Vrije stijl       | Vrije stijl | Vrije stijl | Vrije stijl |
| ----------------- | ----------- | ----------- | --- |
| John McCourtney   | -63kg (m)   | 20e         | 1ste ronde: V van ROU Coman 2de ronde: V van HUN Rusznyák                                                              |
| Roger Till        | -70kg (m)   | 13e         | 1ste ronde: V van FRG Rost 2de ronde: W van GUA Aldama 3de ronde: V van IND Chand                                      |
| Anthony Shacklady | -78kg (m)   | 15e         | 1ste ronde: V van HUN Bajkó 2de ronde: V van MGL Artag                                                                 |
| Ronald Grinstead  | -87kg (m)   | 7e          | 1ste ronde: W van CAN Chamberot 2de ronde: W van BAH Nihon 3de ronde: V van URS Gurevich 4de ronde: V van BUL Gardzhev |

### Zeilen
| Olympiër                                  | Discipline      | Resultaat | Prestatie                          |
| ----------------------------------------- | --------------- | --------- | ---------------------------------- |
| Michael Maynard                           | finn klasse     | 22e       | 129 punten: (5-11-18-17-20-DNF-23) |
| Rodney Pattisson Iain MacDonald-Smith     | flying dutchman | Goud      | 3 punten: (DSQ-1-1-1-1-1-2)        |
| Stuart Jardine James Ramus                | star klasse     | 10e       | 87 punten: (12-11-8-2-9-14-16)     |
| Robin Judah Charles Reynolds David Tucker | drakenklasse    | 14e       | 101,7 punten: (15-17-6-20-16-15-8) |
| Robin Aisher Paul Anderson Adrian Jardine | 5,5m klasse     | Brons     | 39,8 punten: (6-2-4-3-8-3-3)       |

### Zwemmen
| Olympiër                                                         | Discipline            | Resultaat    | Prestatie                                                                   |
| ---------------------------------------------------------------- | --------------------- | ------------ | --------------------------------------------------------------------------- |
| Anthony Jarvis                                                   | 100m vrije slag (m)   | 32e          | serie 9: 3de in 56,5                                                        |
| Bobby McGregor                                                   | 100m vrije slag (m)   | 4e           | serie 2: 2de in 55,1 halve finale 1: 2de in 53,8 finale: 4de in 53,5        |
| Michael Turner                                                   | 100m vrije slag (m)   | 21e          | serie 8: 3de in 55,8 halve finale 3: 8ste in 55,6                           |
| Tony Jarvis                                                      | 200m vrije slag (m)   | 40e          | serie 5: 6de in 2.09,3                                                      |
| Joseph Jackson                                                   | 100m rugslag (m)      | 15e          | serie 4: 4de in 1.03,0 halve finale 1: 7de in 1.02,8                        |
| Roddy Jones                                                      | 100m rugslag (m)      | 19e          | serie 3: 3de in 1.04,1                                                      |
| Roger Roberts                                                    | 100m schoolslag (m)   | 18e          | serie 4: 5de in 1.11,7                                                      |
| Stuart Roberts                                                   | 100m schoolslag (m)   | 22e          | serie 3: 6de in 1.12,7                                                      |
| Roger Roberts                                                    | 200m schoolslag (m)   | 27e          | serie 2: 5de in 2.42,2                                                      |
| Stuart Roberts                                                   | 200m schoolslag (m)   | 19e          | serie 4: 6de in 2.39,1                                                      |
| Joseph Jackson                                                   | 100m vlinderslag (m)  | 9e           | serie 2: 1ste in 59,7 halve finale 1: 3de in 59,3                           |
| John Thurley                                                     | 100m vlinderslag (m)  | 18e          | serie 1: 4de in 1.00,7 halve finale 1: 8ste in 1.00,2                       |
| Martyn Woodroffe                                                 | 100m vlinderslag (m)  | 10e          | serie 4: 2de in 59,7 halve finale 2: 3de in 59,5                            |
| John Thurley                                                     | 200m vlinderslag (m)  | 10e          | serie 3: 3de in 2.12,5                                                      |
| Martyn Woodroffe                                                 | 200m vlinderslag (m)  | Zilver       | serie 1: 1ste in 2.11,6 finale: 2de in 2.09,0                               |
| Raymond Terrell                                                  | 200m wisselslag (m)   | 24e          | serie 3: 5de in 2.23,5                                                      |
| Martyn Woodroffe                                                 | 200m wisselslag (m)   | 19e          | serie 7: 2de in 2.22,0                                                      |
| Raymond Terrell                                                  | 400m wisselslag (m)   | 27e          | serie 4: 6de in 5.19,5                                                      |
| Martyn Woodroffe                                                 | 400m wisselslag (m)   | 9e           | serie 1: 2de in 5.03,9                                                      |
| Mike Turner Bobby McGregor David Hembrow Tony Jarvis             | 4x100m vrije slag (m) | 4e           | serie 2: 3de in 3.40,4 finale: 4de in 3.38,4                                |
| John Thurley Raymond Terrell Bobby McGregor Tony Jarvis          | 4x200m vrije slag (m) | 10e          | serie 1: 4de in 8.16,3                                                      |
| Joseph Jackson Roger Roberts Martyn Woodroffe Bobby McGregor     | 4x100m wisselslag (m) | 9e           | serie 3: 3de in 4.07,7                                                      |
|                                                                  |                       |              |                                                                             |
| Alexandra Jackson                                                | 100m vrije slag (v)   | 6e           | serie 2: 1ste in 1.00,5 finale: 6de in 1.01,0                               |
| Fiona Kellock                                                    | 100m vrije slag (v)   | 32e          | serie 3: 5de in 1.05,8                                                      |
| Gillian Treers                                                   | 100m vrije slag (v)   | 37e          | serie 3: 6de in 1.06,3                                                      |
| Sally Davison                                                    | 200m vrije slag (v)   | 29e          | serie 6: 6de in 2.26,1                                                      |
| Alexandra Jackson                                                | 200m vrije slag (v)   | 14e          | serie 3: 4de in 2.19,2                                                      |
| Susan Williams                                                   | 200m vrije slag (v)   | 17e          | serie 1: 3de in 2.20,4                                                      |
| Sheila Clayton                                                   | 400m vrije slag (v)   | 23e          | serie 2: 4de in 5.08,0                                                      |
| Sally Davison                                                    | 400m vrije slag (v)   | 25e          | serie 3: 4de in 5.11,2                                                      |
| Susan Williams                                                   | 400m vrije slag (v)   | 21e          | serie 4: 4de in 5.02,7                                                      |
| Susan Williams                                                   | 800m vrije slag (v)   | 12e          | serie 3: 3de in 10.17,6                                                     |
| Jacqueline Brown                                                 | 100m rugslag (v)      | 26e          | serie 1: 5de in 1.13,0                                                      |
| Wendy Burrell                                                    | 100m rugslag (v)      | 22e          | serie 6: 5de in 1.12,0                                                      |
| Jacqueline Brown                                                 | 200m rugslag (v)      | 21e          | serie 1: 5de in 2.40,0                                                      |
| Wendy Burrell                                                    | 200m rugslag (v)      | 5e           | serie 4: 2de in 2.33,2 finale: 5de in 2.32,3                                |
| Diana Harris                                                     | 100m schoolslag (v)   | 13e          | serie 5: 3de in 1.19,8 finale: 6de in 1.01,0 halve finale 2: 8ste in 1.19,3 |
| Dorothy Harrison                                                 | 100m schoolslag (v)   | 15e          | serie 1: 4de in 1.19,6 halve finale 1: 7de in 1.19,6                        |
| Jill Slattery                                                    | 100m schoolslag (v)   | 16e          | serie 4: 4de in 1.20,7 halve finale 1: 8ste in 1.19,8                       |
| Diana Harris                                                     | 200m schoolslag (v)   | 25e          | serie 2: 6de in 3.03,4                                                      |
| Dorothy Harrison                                                 | 200m schoolslag (v)   | 15e          | serie 1: 3de in 2.55,1                                                      |
| Jill Slattery                                                    | 200m schoolslag (v)   | 9e           | serie 2: 2de in 2.51,2                                                      |
| Margaret Auton                                                   | 100m vlinderslag (v)  | halve finale | serie 4: 3de in 1.08,5                                                      |
| Gillian Treers                                                   | 100m vlinderslag (v)  | halve finale | serie 5: 3de in 1.10,6                                                      |
| Margaret Auton                                                   | 200m vlinderslag (v)  | 7e           | serie 1: 3de in 2.33,6 finale: 7de in 2.33,2                                |
| Shelagh Ratcliffe                                                | 200m wisselslag (v)   | DSQ          | serie 4: 3de in 2.34,9 finale: gediskwalificeerd                            |
| Shelagh Ratcliffe                                                | 400m wisselslag (v)   | 5e           | serie 3: 2de in 5.33,2 finale: 5de in 5.30,5                                |
| Shelagh Ratcliffe Fiona Kellock Susan Williams Alexandra Jackson | 4x100m vrije slag (v) | 7e           | serie 3: 3de in 4.16,3 finale: 7de                                          |
| Wendy Burrell Dorothy Harrison Margaret Auton Alexandra Jackson  | 4x100m wisselslag (m) | 6e           | serie 1: 4de in 4.40,4 finale: 6de                                          |

Afghanistan · Algerije · Amerikaanse Maagdeneilanden · Argentinië · Australië · Bahama's · Barbados · België · Bermuda · Birma · Bolivia · Bondsrepubliek Duitsland · Brazilië · Brits-Honduras · Bulgarije · Canada · Centraal-Afrikaanse Republiek · Ceylon · Chili · Colombia · Congo-Kinshasa · Costa Rica · Cuba · Denemarken · Dominicaanse Republiek · Duitse Democratische Republiek · Ecuador · El Salvador · Ethiopië · Fiji · Filipijnen · Finland · Frankrijk · Ghana · Griekenland · Groot-Brittannië · Guatemala · Guinee · Guyana · Honduras · Hongarije · Hongkong · Ierland · IJsland · India · Indonesië · Irak · Iran · Israël · Italië · Ivoorkust · Jamaica · Japan · Joegoslavië · Kameroen · Kenia · Koeweit · Libanon · Libië · Liechtenstein · Luxemburg · Madagaskar · Maleisië · Mali · Malta · Marokko · Mexico · Monaco · Mongolië · Nederland · Nederlandse Antillen · Nicaragua · Nieuw-Zeeland · Niger · Nigeria · Noorwegen · Oeganda · Oostenrijk · Pakistan · Panama · Paraguay · Peru · Polen · Portugal · Puerto Rico · Roemenië · San Marino · Senegal · Sierra Leone · Singapore · Soedan · Sovjet-Unie · Spanje · Suriname · Syrië · Taiwan · Tanzania · Thailand · Trinidad en Tobago · Tunesië · Turkije · Tsjaad · Tsjecho-Slowakije · Uruguay · Venezuela · Verenigde Arabische Republiek · Verenigde Staten · Vietnam · Zambia · Zuid-Korea · Zweden · Zwitserland